# Alí Salem de Baraja
Fortunato Benzaquen (Provincia de Santa Fe, 1907-1969), más conocido como Alí Salem de Baraja, fue un actor de cine, teatro y radio argentino que realizó su carrera profesional en Argentina.

## Carrera profesional
El futuro actor trabajó en Buenos Aires como empleado en un comercio propiedad de inmigrantes árabes –colectividad a la que popularmente se aludía como la de los "turcos"– cuyos modismos y acentos aprendió a imitar a la perfección y utilizó en su quehacer actoral. En 1932 debutó con tales habilidades en un programa humorístico en LS6 Radio del Pueblo y más adelante se lució en Radio El Mundo y Radio Belgrano bajo la dirección de Tito Martínez del Box. Hizo una importante dupla junto con el actor Mario Baroffio y con Jaime Font Saravia.
También trabajó en teatro de revistas y en 1944 actuó en la obra Amores en el Teatro General San Martín junto a Roberto Airaldi, Aída Alberti, Nélida Bilbao, Hugo del Carril, Elisa Christian Galvé, Aída Luz, Ana María Lynch, Fernando Roca y Pepita Serrador. Estuvo casado con Pepita Serrador (después que ella rompiera su matrimonio con Narciso Ibáñez Menta), y juntos realizaron giras teatrales por España y países de América Latina.
En la radio tuvo problemas cuando en 1945 las autoridades del gobierno de facto en una campaña en pro del mejoramiento del lenguaje prohibieron su personaje (la misma medida afectó, por ejemplo, a personajes de Niní Marshall), por lo que Benzaquen anunció que interpretaría "a un campesino cordobés porque también amo el campo".
En cine participó en tres películas entre 1940 y 1942 encarnando el personaje del "turco bueno". También fue periodista y propietario de una agencia de publicidad.

### Filmografía
Actor
- El comisario de Tranco Largo (1942) …José Julián Califa
- La quinta calumnia (1941)
- Corazón de turco (1940)